# Vi (League of Legends)
Vi (/vi/ ou /vai/), abrégé du prénom Violet, est un personnage de League of Legends, la franchise de Riot Games. League of Legends  est un jeu en ligne multijoueur de bataille d'arène (MOBA) crée en 2009. Le personnage de Vi a été introduit lors de la mise à jour de décembre 2012, elle a été ajoutée en tant que personnage jouable, appelé « Champion » au sein de l'univers de la série, et pour commémorer l'introduction de son personnage, ce dernier a été complété par un fichier téléchargeable officiel. Vi est présentée comme une femme impulsive et méprisante qui utilise comme arme de choix une énorme paire de gantelets alimentés par une énergie magique. Bien qu'elle soit surnommée « cogne de Piltover » du fait de son association avec les gendarmes de la ville, elle est une ancienne criminelle venant de Zaun, à l'origine la région souterraine de Piltover. Elle est l'ennemie jurée mais aussi la sœur aînée de Jinx, une anarchiste également « champion » de League of Legends.
Vi est apparue dans différentes œuvres de la franchise, notamment en tant que l'un des personnages principaux de la série animée Netflix Arcane, où elle est doublée par l'actrice et chanteuse Hailee Steinfeld. Les intrigues impliquant Vi explorées par Arcane, incluent son histoire avec sa sœur Jinx, à l'origine appelée Powder, ainsi que son attrait pour la noble Caitlyn Kiramman de Piltover. Vi a dans l'ensemble reçu un accueil positif du public, en particulier pour la version du personnage mise en scène dans Arcane.

## Conception et création
John Singh, le créateur de Riot Games, avait initialement créé le personnage en tant que fille appelée Ruby, se déplaçant à patins à roulettes. Cette idée a été abandonnée après deux ans de développement. Elle a donc été renommée et recréée par Paul Kwon, qui lui a donné le nom de code « cogne de Piltover », en anglais « Piltover Enforcer ». August Browning, un collègue de Kwon, a validé l'idée et a décidé d'utiliser ce personnage dans le cadre de leur travail en cours en vue de l'introduction de nouveaux champions jouables sur le jeu League of Legends. Browning s'est basé sur l'illustration de Vi faite par Kwon, avec des gros gants, de ce fait ses mécaniques de jeu sont principalement basées sur l'archétype d'une fille punk à la personnalité agressive.
C'est Graham McNeil, l'écrivain qui a imaginé histoire de Vi, ex-criminelle, qui assure le rôle de la « méchante flic », de la ville prospère de Piltover. Vi a été l'un des premiers Champions de League of Legend a recevoir une interface de connexion accompagnée d'une musique originale chantée par Nicki Taylor et Cia Court, sa voix anglaise dans le jeu vidéo.
Christian Linke et Alex Yee ont participé à la bande son, à la musique mais aussi à la réalisation du storyboard pour Get Jinked, qui est la première cinématique sortie sur un champion. Cette dernière a servi à introduire Jinx, la sœur de Vi. Linke et Yee sont ensuite devenus des auteurs-producteurs (show runners) pour l'adaptation de la série animée Arcane.
En septembre 2021, Netflix a annoncé que Vi allait être l'un des personnages principaux de la série Arcane et que l'actrice Hailee Steinfeld avait été choisie pour jouer son rôle. Pour Linke et Yee, les rôles principaux de Jinx et Vi, dans la série, sont une continuation naturelle de leur travail créatif sur les deux personnages, commencé neuf ans avant la sortie de la première saison d' Arcane. Dans une interview avec Engadget, Linke a expliqué que Jinx et Vi avaient toujours été des personnages intéressants avec lesquels travailler, car elles offrent des perspectives très différentes lorsqu'elles sont ensemble. En effet, elles possèdent des personnalités complètement différentes avec un contraste net dans leur conception visuelle et dans leur rôle dans l'univers. En outre, elles sont plus réalistes que les autres champions plus fantastiques du jeu. Linke et Yee ont également utilisé des intrigues déjà existantes dans le jeu League of Legends pour approfondir leur passé et les origines de leur rivalité à travers les scénarios d'Arcane, alors que dans le jeu leurs relations familiales et leur animosité sont seulement présentes à l'état d'allusion. La série a donné à Linke et Yee l'occasion de se concentrer sur les petits détails des personnages afin de rendre leurs expressions plus réelles, comme par exemple l'habitude compulsive de Vi de faire rebondir sa jambe comme un tic nerveux.
Vi et Caitlyn, bien qu'elles ne soient pas officiellement en couple, partagent de toute évidence une attirance romantique dans certaines scènes d' Arcane. Linke et Yee ont intentionnellement maintenu un rythme plus lent pour leur relation. Ils ont voulu raconter une histoire naturelle et logique, fidèle à leur personnalité et à la façon dont elles ont été vues dans le jeu. Alors que la première saison d'Arcane suit principalement la relation compliquée entre Vi et sa sœur Jinx, les auteurs-producteurs ont indiqué que pour la deuxième saison l'accent sera mis sur la relation florissante entre Vi et Caitlyn.

## Apparitions

### League of Legends
Vi a été ajouté à la liste des champions jouables de League of Legends le 19 décembre 2012. Ses principales armes sont « l'Atlas Gauntlet », deux gants massifs alimentés par la Hextech qui augmentent sa force physique à des niveaux surhumains. Ses mécanismes de jeu ont subi de nombreuses modifications depuis son introduction. Dot Esports a noté que si l'ensemble des mouvements et des statistiques de base de Vi se distinguaient pour être plus adaptés aux combats dans la zone « toplane », ses capacités et leurs effets sont restés pour la plupart les mêmes sans aucun changement majeur. Pendant un certain temps au début de 2020, le personnage de Vi ne pouvait plus être joué en raison d'un bug potentiellement fatal pour le jeu. Un « micropatch » est sorti en novembre 2021 pour faire passer ses statistiques de base et ses capacités maximales à un niveau inférieur. Car elles avaient été involontairement renforcées par une version antérieure qui, selon Riot, l'avait rendu un peu trop puissante.
Comme établi dans le « flavor text » (texte d'ambiance) écrit par McNeill, Vi a grandi dans l'une des régions les plus pauvres de Zaun. Elle a appris à survivre dans des conditions difficiles en utilisant ses muscles et son esprit. Un jour, alors qu'elle était encore jeune, elle a pris la tête d'un gang de rue, même si elle s'était toujours imposée un code moral strict. Elle disparaît et on la croît morte pendant une longue période d'agitation entre Zaun et Piltover, pour ensuite réapparaître des années plus tard en tant que partenaire de confiance de la shérif Caitlyn Kiramman dans le corps de la Garde.
La relation entre Vi et Jinx, une autre championne qui la provoque à chaque fois qu'elles se voient, a fait l'objet de spéculations et de théories de la part de nombreux fans pendant plusieurs années avant la sortie d'Arcane. Vi a aussi une relation spéciale avec une autre championne de League of Legends, Caitlyn, présentée comme son alliée et sa collègue dans l'univers de la série. Certains joueurs ont interprété leurs dialogues comme étant romantiques, ce qui a été confirmé par la sortie de Arcane en 2021.

### Arcane

#### Saison 1
Arcane a confirmé que Vi, abrégé de Violet, et que Jinx, à l'origine Powder, étaient des sœurs devenues orphelines à la suite d'une rébellion ratée par les habitants de la ville souterraine de Piltover contre les dirigeants du haut. Avec deux autres orphelins, Mylo et Claggor, ils sont adoptés et élevés par Vander, ancien chef de la rébellion qui a laissé sa place, empreint de regrets face aux nombreux morts causés par cette bataille. Au début de la saison une, Vi dirige le gang composé de Claggor, Mylo, Powder et elle-même, pendant qu'ils cambriolent dans Piltover. Un cambriolage raté dans l'appartement de Jayce, un scientifique de Piltover, résulte en une énorme explosion après que Powder a touché aux expériences de Jayce sur des cristaux magiques. Il s'ensuit une poursuite des coupables par les autorités de Piltover. Malgré la réussite de leur fuite jusqu'à la ville souterraine, Vi en tant que leader veut prendre ses responsabilités et se rend auprès des autorités, mais elle est stoppée par Vander qui insiste pour être le bouc émissaire. L'ancien ami de Vander, Silco profite de la situation et essaye de susciter une nouvelle révolte en capturant Vander et en le forçant à être le cobaye d'une transformation chimique induite par une drogue appelée « Shimmer ».
Le gang part à la rescousse de Vander, mais Powder (en essayant d'aider), cause une nouvelle explosion qui donne la mort à Mylo et Claggor, pendant que Vander meurt en sauvant Vi des bras des malfrats de Silco. Furieuse et bouleversée, Vi frappe sa sœur et la blâme pour ce qui vient de se passer, puis part. En voulant rejoindre Powder et lui parler, elle se fait chloroformer, enlever et emprisonner par un gendarme corrompu de Piltover, sans même un procès.
Après avoir passé de nombreuses années dans une prison appelée Stillwater, Vi se fait libérer par Caitlyn Kiramman, une nouvelle recrue des gendarmes de Piltover, cette dernière demande l'aide de Vi pour une enquête sur l'entreprise criminelle de Silco. Dans une scène célèbre, Vi semble flirter avec Caitlyn, en l'appelant « sexy » et en la surnommant « cupcake ». De retour dans la ville souterraine, maintenant appelée Zaun, Vi et Caitlyn rassemblent des preuves sur Silco avec l'aide des Firelight dirigée par Ekko, un vieil ami de Vi qui travaillait pour Benzo, un associé de Vander. Vi revoit également sa sœur, qui porte désormais le surnom de « Jinx », après avoir été adoptée par Silco. Jinx est  jalouse de la proximité perçue entre Caitlyn et sa sœur.
À la suite d'une réunion du Conseil de Piltover, les membres sont incapables de parvenir à un accord pour sanctionner les actions de Silco, malgré les preuves présentées. Vi décide de s'allier avec Jayce et d'attaquer les opérations de Silco avec un groupe de gendarmes de Piltover, mais elle se sépare rapidement de lui en raison de leurs trop grosses divergences. La prochaine cible de Vi est Sevika, le bras droit de Silco, elle la bat après un long combat au bar de ce dernier, qui appartenait autrefois à Vander. Elle est enlevée par Jinx peu de temps après, avec Caitlyn et Silco. Vi tente de faire faire appel aux bons sentiments de sa sœur, après qu'elle ai menacé Caitlyn ; Jinx tire par accident sur Silco après une attaque psychotique, ce dernier meurt. Vi et Caitlyn parviennent à se libérer, mais regardent sous le choc Jinx qui acceptant son identité, tire une fusée en direction du Conseil de Piltover.

#### Saison 2
Après la destruction du conseil de Piltover, coutant notamment la vie à la mère de Caitlyn, cette dernière propose à Vi de la rejoindre dans les rangs des pacifieurs afin de traquer Jinx. Vi refuse et part alors s'enivrer dans les rues de Piltover où elle fait la connaissance des pacifieurs Loris et Maddie Nolan. Rejoignant ensuite la cérémonie d'hommage aux conseillers morts, la célébration est interrompue par la baronne du crime Renni qui souhaite se venger de la mort de son fils tué par Jayce. L'affrontement prend fin lorsque Ambessa, la mère de la conseillère Mel, intervient avec ses hommes et tue Renni. Vi accepte alors de rejoindre une unité spéciale de pacifieurs commandée par Caitlyn dont la mission est de traquer Jinx et les derniers partisans de Silco. La poursuite de Jinx mène l'équipe dans les égouts de Zaun où Vi se retrouve à faire duo avec Caitlyn. Peu avant l'affrontement avec Jinx, Vi voyant le désir de vengeance enfoui en Caitlyn, elle fait promettre à Caitlyn de ne pas changer, ce qu'elle promet avant d'embrasser Vi. Confrontant finalement Jinx, Vi et Caitlyn sont prises en embuscade par Sevika et Vi combat alors sa sœur. Durant le duel, Vi manque de tuer Jinx mais elle est stoppée dans sa lancée par l'intervention d'Isha, une jeune fille amie de Jinx. Vi demande alors à Caitlyn de ne pas tirer sur Jinx, de peur qu'elle touche Isha. Refusant d'écouter Vi, Caitlyn s'apprête à faire feu mais son tir est dévié par Vi, ce qui permet à Jinx et Sevika de s'enfuir. Enragée par l'intervention de Vi, Caitlyn rejette les arguments de Vi et après un bref coup, elle laisse celle-ci seule et en pleurs.
Quelques mois plus tard, Vi est devenue une boxeuse des bas-fonds mais celle-ci ne se remettant pas de sa rupture avec Caitlyn, elle se noie dans les combats et l'alcool malgré les tentatives de soutien de Loris. Après un combat, elle retrouve Jinx dans sa chambre. S'attaquant à Jinx par réflexe, cette dernière lui demande son aide pour sauver Vander qui s'avère être en vie mais transformé par Singed en hybride homme-loup. Bien qu'elle soit sceptique, Vi accepte de suivre Jinx et Isha dans une mine abandonnée où Vander se serait réfugié. En chemin, Vi se dispute à nouveau avec Jinx et lui reproche qu'elle soit devenue une criminelle à moitié folle. Peu après, elles sont attaquées par Vander. Pendant le combat, Vi comprend finalement qu'il s'agit bel et bien de Vander et baisse les armes avant de le prendre dans ses bras. Elle enjoint ensuite à Jinx de la rejoindre. Vi, Jinx et Isha amènent ensuite Vander jusqu'au sanctuaire de Viktor qui accepte de le guérir. Vi semble alors progressivement se réconcilier avec Jinx. Cependant, l'armée d'Ambessa et Caitlyn, accompagnée de Singed, retrouve la trace de Vander jusqu'au sanctuaire. S'aventurant à l'extérieur, Vi est prise en embuscade par Caitlyn qui la capture et l'amène devant Ambessa. Cette dernière avoue alors à Vi qu'elle s'est servie de sa séparation avec Caitlyn pour alimenter ses propres desseins. Vi parvient pourtant à se libérer et à neutraliser Ambessa grâce à Caitlyn qui s'était en réalité ralliée à Vi. Au même moment, Viktor est tué par Jayce, ce qui interrompt la guérison de Vander qui perd alors le contrôle et s'attaque à tout ce qui bouge. Vi, Jinx et Caitlyn parviennent finalement à s'enfuir grâce au sacrifice d'Isha pour tuer Vander.
Vi est réveillée quelques jours plus tard par Loris alors qu'ils se trouvent à Piltover. Retrouvant ensuite Caitlyn, elle apprend par celle-ci que Jinx est retenue prisonnière par les pacifieurs après qu'elle s'est rendue. Parallèlement, elle confronte Caitlyn par rapport au fait qu'Ambessa se soit servie de sa soif de vengeance pour instaurer la terreur dans les deux villes. Se rendant ensuite jusqu'à la cellule de Jinx, Vi tente de convaincre sa soeur de s’enfuir de la prison. Cependant, Jinx complètement détruite refuse en argumentant qu'elle est la cause de tous leurs malheurs. Refusant de blesser à nouveau sa soeur, Jinx enferme Vi dans sa cellule et s'enfuit en souhaitant à Vi d'être heureuse avec Caitlyn. Vi est plus tard retrouvée par Caitlyn. Vi comprenant que Caitlyn a choisi de laisser Jinx s’enfuir, privilégiant ainsi sa relation avec Vi que son désir de vengeance envers Jinx, elle couche ensuite avec Caitlyn dans la même cellule. Par la suite, Vi, Caitlyn, Jayce et Mel organisent la défense de Piltover contre Ambessa accompagnée de Viktor qui souhaite unir l'humanité sous son contrôle. Vi assure alors la défense de la tour de Piltover avec Loris. Pendant la bataille, Loris est tué et les forces de Piltover sont dominées par l'armée d'Ambessa et les automates de Viktor. Néanmoins, le combat ce rééquilibre avec l'arrivée de Jinx, Ekko et des Zaunniens pour faire face à Noxus. Durant le combat, Vi et Jinx affrontent ensemble Vander, transformé en automate par Viktor. Parallèlement, Jayce se sacrifie avec Viktor pour stopper la bataille. Cependant, Vander est toujours debout et manque de tuer Vi. Pour tuer Vander et sauver sa soeur, Jinx se sacrifie en se faisant exploser avec Vander à l'aide d'une gemme Hextech. Une fois la paix revenue, Vi est rejointe par Caitlyn auprès d'un feu de cheminé et décide de rester à Piltover avec Caitlyn.   

### Autres apparitions
Vi est apparu dans plusieurs jeux vidéos ou œuvres dérivés de League of Legends, notamment Teamfight Tactics, Legends of Runeterra et League of Legends : Wild Rift . De plus, Vi a été mise en avant dans divers crossover pour Arcane. Elle apparaît en tant que personnage jouable dans PUBG Mobile et en tant que skin pour les joueurs de Fortnite et Among Us,. Le 10 décembre 2019, Riot a publié une nouvelle avec Vi dans le rôle principal intitulée « Child of Zaun », qui suit son voyage pour retourner à Zaun dans le cadre d'une enquête.

## Publicité et marchandise
Le 2 juillet 2021, Riot sort un album entièrement instrumental intitulé Sessions: Vi, ainsi qu'une vidéo animée YouTube. Riot a collaboré avec 21 artistes différents pour l'album, il compte 37 titres et dure une heure et 40 minutes. L'album contient de la musique Lo-fi qui a pour thème l'idée de Vi qui se détend sur des airs relaxants dès qu'elle rentre du travail. Les produits dérivés de Vi comprennent une statue en PVC et un t-shirt à manches longues,.

## Accueil
Vi est l'un des champions les plus populaires et les plus reconnaissables de League of Legends. Ethan Garcia de Dot Esports décrit Vi comme étant « un personnage qui a changé la perception de League dans les autres médias ». Son apparence distincte en a fait un personnage populaire dans la communauté cosplay. En décembre 2021, Vi a été identifiée avec 9,4% de taux de sélection par les joueurs de League of Legends, la plaçant parmi les personnages les plus joués du jeu à l'époque.
Le portrait de Vi dans Arcane a été largement saluée par le public et les critiques, ce qui a contribué à  renouveler sa popularité parmi les joueurs de League of Legends dans les années 2020. La performance vocale de Hailee Steinfeld a été saluée par la critique ,. Xan Indigo de Screen Rant a apprécié le fait que Vi soit représentée comme une femme volontaire et indépendante avec des vertus d'empathie, d'humanité et de compréhension. Jade King de The Gamer a fait l'éloge de la conception du personnage et a exprimé sa reconnaissance car la représentation physique de Vi allait au-delà du regard masculin, évitant toute sexualisation du costume ou du design. King a particulièrement aimé la façon dont le langage corporel et les expressions faciales du personnage ont été présentés, car cela donne au personnage une assurance voire une arrogance presque masculines.
La représentation de la relation entre Vi et Caitlyn dans Arcane est dans l'ensemble bien accueillie. GameRevolution constate une réponse particulièrement enthousiaste des fans sur les réseaux sociaux à la suggestion d'une relation. Jeff Nelson de The Cheat Sheet souligne l'importance de leur représentation en tant que personnages queer, au vu de la sensibilité de Riot Games face aux problèmes LGBTQ et de leur volonté de militer pour une meilleure inclusivité dans leurs jeux vidéo. En faisant une comparaison positive avec She-Ra et les princesses au pouvoir, Indigo fait l'éloge de la façon dont est abordé la relation de Vi et Caitlyn dans Arcane. La manière dont elle passe de la méfiance à l'intimité donne « une touche profonde d'humanité au sein de la série », servant de métaphore pour montrer qu'il est possible d'aller au-delà des différences entre Piltover et Zaun. Du point de vue d'Indigo, leurs tendres moments ne sont pas complètement laissés en sous-texte contrairement aux jeux vidéo, mais rendus explicites par leurs dialogues et leurs actions dans des scènes importantes, sans trop mettre l'accent sur les stéréotypes ni avoir à utiliser le terme « gay » sur les écrans. D'un autre côté, Nico Deyo Polygon critique la tentative de la série d'adopter « l'esthétique queer » et son incapacité à représenter correctement les gestes romantiques entre Vi et Caitlyn, que Deyo a décrit comme « flous » et marqués par une prudence dans la représentation.